# 黄瓜园镇
黄瓜园镇，是中华人民共和国云南省楚雄彝族自治州元谋县下辖的一个乡镇级行政单位。

## 行政区划
黄瓜园镇下辖以下地区：
点连村、安定村、海螺村、雷弄村、舍多村、苴林村、金雷村、龙山村、中兴村、领庄村和牛街村。